# Efecte Poynting-Robertson
L'efecte Poynting-Robertson és un procés pel qual les partícules de pols interestel·lar es mouen lentament en espiral cap al Sol per causa de la radiació solar. Això és degut al fet que el moviment orbital dels grans de pols és contrarestat per la component de la pressió de radiació tangent a aquest moviment.
L'efecte pot ser interpretat de dues maneres, depenent del sistema de referència des d'on l'hi descrigui. Des de la perspectiva del gra de pols, la radiació del Sol sembla provenir d'un angle lleument inclinat cap a la direcció de moviment (veure aberració de la llum), per tant, l'absorció d'aquesta radiació incident per part del gra (en altres paraules, la transferència d'impuls d'aquella a aquest) es tradueix en una força neta que s'oposa al seu moviment orbital. Aquesta acció és lenta, ja que l'angle d'aberració és molt petit (la radiació solar es desplaça a la velocitat de la llum i la partícula es desplaça a una velocitat molt inferior). Des de la perspectiva del Sol (sistema de referència en repòs), el gra de pols absorbeix la totalitat de la llum solar que rep des de la direcció radial, perpendicular al seu moviment i, per tant, el seu moment angular no canvia, però, en absorbir fotons adquireix massa (equivalència massa-energia), de manera que per conservar el moment angular ha de disminuir la seva distància al Sol
Atesa la re-emissió de l'energia absorbida pel gra, notar que en el primer cas (vista des del gra) aquesta re-emissió és isotròpica (igual en totes direccions), i no afecta el moviment. Però vista des del Sol la re-emissió és anisotròpic i els fotons «s'emporten» moment angular de la partícula, pèrdua que ha de compensar amb l'acostament al Sol.
L'acció descrita és molt lenta, encara que el seu efecte és acumulatiu amb el temps: si una partícula d'alguns micròmetres (μm) està situada a una distància del Sol equivalent a l'òrbita terrestre (una unitat astronòmica), necessitarà uns set mil anys per a completar l'espiral cap al Sol. En partícules molt petites (de l'ordre d'una fracció de μm o menys) predomina la pressió de la radiació del Sol i tenen, per tant, moviments cap enfora. A més l'efecte Poynting-Robertson és més intens en les proximitats del Sol i tendeix a reduir l'excentricitat de les òrbites el·líptiques.